# Боасја
Боасја (фр. Boissia) насеље је и општина у источној Француској у региону Франш-Конте, у департману Јура која припада префектури Лон ле Соније.
По подацима из 2011. године у општини је живело 137 становника, а густина насељености је износила 24,16 становника/km². Општина се простире на површини од 5,67 km². Налази се на средњој надморској висини од 484 метара (максималној 528 m, а минималној 426 m).

## Демографија
| 1962. | 1968. | 1975. | 1982. | 1990. | 1999. | 2011. |
| ----- | ----- | ----- | ----- | ----- | ----- | ----- |
| 68    | 87    | 88    | 82    | 82    | 104   | 137   |

График промене броја становника у току последњих година